# Reacción silicotérmica
Las Reacciones silicotérmicas son un proceso de reacción térmica que usa como uno de sus agentes (el reductor) al Silicio a altas temperaturas (entre los 800-1400 °C).

## Historia
La Reacción silicotérmica se inició en Canadá durante la WWII, para la obtención de Magnesio a escala comercial.

## Usos
Su uso más prominente se da en el proceso de Pidgeon, para reducir el metal de Magnesio desde su mena . Otros procesos que la aprovechan incluyen al proceso Bolzano y al de Proceso de magnetherm. Todos ellos se usan en la obtención comercial de Magnesio.